# 洪水型兄妹始祖神話
洪水型兄妹始祖神話（こうずいがたきょうだいしそしんわ）とは、洪水から生き残った兄妹が結婚し、地域の始祖となったという琉球諸島、中国西南部、台湾、インドシナ半島、インドネシア、ポリネシア諸島などに伝わる神話である。

## 概要
いずれの地域でも共通したモチーフとして、洪水によって住民のほとんどが全滅した後、二人だけ生き残った兄と妹が、神意をはかって交会し、新たな住民の祖となるという内容が語られる。また、神が人間の悪行を戒めるために、油雨を島に降らせて島を全滅させ、残った兄妹で島を再建したという話もある。これらの神話はその内容の展開においていくつかの違った類型が見られ、特に兄妹の交会の結果産まれたものの形状、神意を図る方法などの点で差異が見られる。沖縄地方に伝承されている兄妹始祖神話は沖縄県全域に広まっているが、この沖縄の伝承は中国文化と環太平洋文化、日本本土文化が習合したものだという指摘がなされている。また、例外的に与那国島では洪水で生き残ったのは兄妹ではなく母子の関係として語られている。石垣島などでは特に、生き残った兄妹が神に命じられて井戸や池の周りを巡る伝説が語られているが、この物めぐりの行動は近親相姦のタブーを解消するための「浄めの儀式」であるという指摘がなされている。
与論島に伝わる伝承では、仲の良い兄妹が小舟で海の上を進んでいると、海の真ん中で不意に舟が引っ掛かり、そこが段々浅瀬になって、遂には島になった。兄妹は島を作った神に感謝し、家を建てて暮らしていたが、二羽の白鳥が交尾しているのを見てその真似をしているうちに多くの子供が産まれて島が繁栄した。このような、直接洪水があったかどうかが明示されていない説話においても、島という洪水的国土の描写からかつて大洪水があった背景を想定して、洪水型兄妹始祖神話に数えられる場合がある。また、奄美大島龍郷町仲勝などでは、津波や洪水ではなく戦乱によって兄と妹の二人のみが生存し、あえて結婚したという伝承も存在する。
大雨、または津波からの生き残りの、人の世界の原夫婦は兄妹でなければならないという兄妹始祖の伝承は、沖縄のおなり神信仰の基調をなすものだったと考えられる。

## 話の類型
洪水によって全滅した地域の中で生き残った兄妹が住民の祖となるという大まかな展開は共有しながらも、その細部において地域によって様々な差異が見られる。

### 神意
洪水によって生き残った兄妹が始祖となるにあたり、近親相姦のタブーを意識し、神占いの可否によって兄妹の身で夫婦になってもよいかどうかを問うというものがある。山頂から二つの石臼を転がして重なり合うかどうか、または山上で煙を立てて二つの煙の末が交わるかどうかといった方法などで占うもので、西南中国、インドシナ半島の諸族などで見られるが、臼や煙を用いて占うという説話は沖縄では見られない。
沖縄本島、宮古島、八重山諸島においては神の意志や命令により近親相姦を命じられるといった展開がなされる。

### 出産
肉塊、瓢箪、水棲生物が産まれてくるパターンが見られる。中国雲南省の彝族では、兄妹の交会の結果手も足もない肉塊が産まれ、それを二人で切り刻んで山の上から撒いたら、その肉塊の破片の一つ一つが人間となった。
宮古諸島多良間島のウナゼーウガンに伝わる伝承では、大昔に大津波によって人が絶え、生き残ったウナゼー兄妹が仕方なく夫婦になった。最初に産まれた子はシャコガイだったが、やがて人間の子を産み、それから子孫が栄えた。
台湾のアミ族に伝わる神話では、洪水の後に生き残った兄妹が交会した結果、魚類と蟹の先祖のような生き物が産まれ、それを海に捨てた後で、月に伺いを立てたところ、二人の間に蓆を挟み、穴を穿って交わることを示され、それに従ったところ、普通の子供が産まれた。